# ザ・ストーン・ローゼズ
ザ・ストーン・ローゼズ（The Stone Roses）は、イギリスのロックバンド。1983年にマンチェスターにて結成され、ニュー・オーダーやハッピー・マンデーズ、ザ・シャーラタンズといったバンドとともに、マッドチェスター・ムーヴメントの中心的存在として活躍。『ザ・ストーン・ローゼズ』（1989年）と『セカンド・カミング』（1994年）の2作を発表した後、1996年に解散。オアシスをはじめとするブリットポップや後の音楽シーンに多大なる影響を与えた(後述)。
解散後も幾度となく再結成が噂されてきたが、2011年10月18日に再結成することが正式発表され、2012年6月29日(金)から7月1日(日)までの3日間、マンチェスター北にあるヒートンパークにて合計22万人を集めたライブを行った。

## 来歴

### 初期
1983年、幼馴染のイアン・ブラウン（ヴォーカル担当）とジョン・スクワイア（ギター担当）によって結成される。残りのメンバーはリズムギター担当のアンディ・カズンズとベース担当のピート・ガーナー。1984年にドラムス担当のサイモン・ウォルステンクロフトが脱退した後、新たにレニ（本名アラン・レン）がドラマーとして迎えられラインナップが固定された。
ストーン・ローゼズというバンド名の由来は諸説ある。一つはローリング・ストーンズのストーンとポール・ウェラーに傾倒していたイアンがザ・ジャムの「イングリッシュ・ローズ」からつけたというもの。また、rockin'on誌のインタヴューでは硬いもの＝石、と柔らかいもの＝薔薇の組み合わせであると語っている。
1984年の夏を作曲と練習に費やした後、同年10月23日にロンドンにて初めてのライヴを行う。1985年春にはプロデューサーのマーティン・ハネットと共にスタジオ入りする。当時の彼らは展開が速く攻撃的でパンク色の強い曲を演奏していたが、後にファーストアルバムの1曲目を飾る幻想的な「アイ・ウォナ・ビー・アドアード」もこの頃に書かれており、音楽的に過渡期にいた。結局、ハネットとレコーディングした作品にメンバーは納得せず、お蔵入りとなった。しかし、このセッションから得られた「ソー・ヤング/テル・ミー」が両A面シングルとして同年9月にThin Line Recordsからリリースされ、結果的にこれがローゼズのデビューシングルとなった。
1986年5月にカズンズが脱退し、ローゼズは4人編成となる。1987年5月にはFM Revolverよりセカンド・シングル「サリー・シナモン」を発表。これまでのセックス・ピストルズ調のノイズを轟々と響かせた曲から一転し、バーズ調のメロディ重視の楽曲へと大きな変化を遂げる。初期プレスの1000枚は完売し、全英インディーチャートで最高3位を記録した。6月にツアーを行うがこのころにピート・ガーナーが脱退を申し込んでいる。イアンは後に「俺たち、ツアーに出るにはピートは良いベーシストじゃないんじゃないかって話してたんだ。俺たちはあいつの評判が良くない事を聞いてて、『どうしよう、ピートはマジで最高に良いヤツなのに』って困ってたんだけど、ピートが自分から辞めたいと言ってくれてね。それで、俺たちは救われたんだ。あいつは『お前らはビッグになりそうな予感がするけど、俺はその1人として貢献できそうにないや』と言ってきた。つらかったよ。」と語っている。
1987年8月にベーシストのマニ（本名ゲイリー・マンフィールド）が加入し、よく知られた顔ぶれが揃う。翌年10月にはニュー・オーダーのピーター・フックによるプロデュースの下でシングル「エレファント・ストーン」をリリース。前後してシルヴァートーンとレコード契約を結び、アルバムの制作に着手する。

### ファースト・アルバムとその成功
1989年の初頭にかけて、ジョン・レッキーをプロデューサーに迎えレコーディングを行う。1989年2月にはアルバムに先駆けてシングル「メイド・オブ・ストーン」をリリース。当初の反響は小さかったが、3月11日にNME誌のシングル・オブ・ザ・ウィークに選ばれる。5月には満を持して1stアルバム『ザ・ストーン・ローゼズ』を発表。全英アルバムチャート初登場47位を記録し、最高32位まで上昇。同年7月、シングル・カットされた「シー・バングス・ザ・ドラムス」が全英インディーチャート1位を記録する頃にはプレスも彼らの存在を無視できなくなり、ストーン・ローゼズの名は急速に英国全土へ名が広まっていった。特にBBCの番組に出演した際、演奏途中で停電が起きたことに怒ったイアンが司会に向かって繰り返し「アマチュア！」と罵ったという事件は、良くも悪くもバンドの知名度上昇に一役買った。秋に入ると英国外でも短いツアーを行い、10月の初来日公演では東京など4会場でライヴを行った。
11月、シングル「フールズ・ゴールド/ホワット・ザ・ワールド・イズ・ウェイティング・フォー」をリリース。全英シングルチャート最高8位を記録し、初のチャートトップ10入りを果たす。年末の特集記事では多くの音楽雑誌がローゼズをベスト・ニューカマーに選出。NME誌だけでもバンド・オブ・ザ・イヤー、ベスト・ニュー・バンド、シングル・オブ・ザ・イヤー（「フールズ・ゴールド」）、アルバム・オブ・ザ・イヤー（『ザ・ストーン・ローゼズ』）に選ばれた。
1990年1月、元所属レーベルのFM Revolverがバンドの意に反してシングル「サリー・シナモン」を再リリースしてミュージック・ビデオを制作したことに抗議。オフィスに乱入したローゼズとそのマネージャーは辺りに青と白のペンキをぶちまけた。翌日メンバーは逮捕され、3月に器物損壊罪で有罪判決を受けた。5月27日にはスパイク・アイランドにて後に伝説となる野外ライヴを行う。約2万7千人の観客を動員したこのライヴは「バギー世代のウッドストック」と称され、ローゼズのキャリアのピークとなった。6月、シングル「ワン・ラヴ」をリリースし、最高4位を記録した。
同じ頃、所属レーベルのシルヴァートーンにおける待遇に不満を持ったバンドは移籍を希望するが、レーベル側は契約を盾にこれを拒否。問題は法廷闘争に発展するが、1991年5月に契約の解除が認められ、ローゼズは新たにゲフィンと契約した。

### セカンドアルバムから解散へ
泥沼化していた裁判に加え、イアンとジョンが父親になり、バンドに近しい人物が相次いで亡くなるなど周辺環境に大きな変化が生じたこともあり、ローゼズは長きに渡る沈黙に入る。1stアルバムからは5年半、最後のライヴからは4年半が経過し、英国の音楽シーンにおけるブームもマッドチェスターからブリットポップへと移り変わっていた。そんな中で、1994年12月に2ndアルバム『セカンド・カミング』が発表される。ジョン主導で制作され、レッド・ツェッペリンからの影響が色濃く伺われる本作は、全英4位、全米チャート47位を記録し、イギリスではプラチナムに認定された。また、アルバム発売にあたり、ホームレス救済雑誌『ビッグイシュー』に独占インタヴューが掲載された。シングル「ラヴ・スプレッズ」も2位を記録し一定のセールスを上げる一方で、音楽性が急激に変わった本作への評価は芳しくなく、一部のメディアからは酷評された。
翌1995年の3月にレニが突然バンドを脱退する。脱退理由の正式な説明はなされないまま、後任にロビー・マディックスが加入。4月にはノルウェーのオスロでのライヴを皮切りにヨーロッパとアメリカを回るツアーが開始された。しかし、その途中の6月にジョンがサンフランシスコでマウンテンバイクを運転中に鎖骨を骨折。直後に予定されていた日本ツアーなどが延期になり、グラストンベリー・フェスティバルへの出演がキャンセルされた。12月には1989年以来となる全英ツアーが行われ、チケットは即完売した。
1996年4月1日、ジョンが脱退。彼が残した声明で、バンドを去ることは「過去数年間にしだいに生じていった人間関係と音楽性の溝から避けられない結果だった」と説明されている。後任にはエイジアやシンプリー・レッドでセッション・ギタリストを務めたアジズ・イブラヒムが迎えられ、夏に予定される複数のロック・フェスティバルに向けて準備が始められた。
8月25日には、レディング・フェスティバルの大トリに出演。しかし、終始音を外したイアンのボーカルや女性バックコーラス兼ダンサー陣を加えたステージは観客に受け入れられず、ブーイングや物が飛び交う事態になった。加えてプレスも一斉にローゼズのパフォーマンスを批判した。これを受け、イアンとマニは10月に解散を発表、ストーン・ローゼズの歴史に終止符を打った。

### 解散後の動向
ヴォーカルのイアン・ブラウンはソロ活動を開始し、1998年にソロアルバム『アンフィニッシュド・モンキー・ビジネス』でデビュー。2011年までに6枚のオリジナル・アルバムと1枚のベスト・アルバムをリリースした。ギタリストのジョン・スクワイアはザ・シーホーセズを結成。1997年のデビューアルバムは一定の成功を収めるもメンバーとの音楽性の相違により1999年に解散。2002年にソロデビューし2枚のアルバムをリリースするが、2000年代半ばからは画家としての活動が中心になっていた。
マニは、1996年に元々親交があったプライマル・スクリームにベーシストとして加入。『バニシング・ポイント』以降のアルバムでプレイした。またDJとしても活動し何度か来日もしている。ドラムスのレニは自らがフロントマンになり「The Rub」を結成。ヴォーカルとリードギターを務めたが、作品を発表することなく解散した。
時折り再結成の噂が浮上したが、元メンバーはそのたびにこれを否定。イアン・ブラウンは2004年のライヴでストーン・ローゼズの楽曲を披露したが、再結成の可能性は明確に否定した。2005年には巨額のオファーも蹴っている。また、ジョン・スクワイアも2009年にアート作品によって再結成の意志がないことを再度表明した。その一方で、マニは2008年末のインタビューで再結成への関心をみせていた。また、レニも2005年にマニに誘われてイアン・ブラウンのライヴを観に行った際に、四人がまた一緒に活動する事は「絶対にないとはいえない話だけど、それは今年じゃない」と述べていた。

### 再結成～2度目の解散
2011年春、マニの母親の葬儀の際にイアン・ブラウンとジョン・スクワイアが15年ぶりに会話を交わす。これまで絶縁状態だった2人が再会したことで一気に再結成の機運が高まった。
2011年10月18日、イアン、ジョン、レニ、マニが記者会見を開き、再結成を発表。世界ツアーや新しいアルバムの制作も計画されていることがアナウンスされた。翌2012年6月29、30日、7月1日にマンチェスター北にあるヒートンパークにて再結成ライヴを行い、3日間で22万人を動員。同年7月27日にはフジロック・フェスティバル2012のヘッドライナーとして出演した。一連の再結成ツアーは成功を収め、1200万ポンドを稼いだと報じられた。
2016年5月、Youtubeに新曲"All for One"がバンドによりアップロードされる。6月にも同じくYouTube上に新曲"Beautiful Thing"の音源がアップロードされた。バンドによる新曲の発表は1994年発表の2ndアルバム以来22年ぶり。
2019年、ジョンが数年の憶測を経てバンドが再び終わったことを認めた。2017年、現時点で最後の公演となっている同年6月のグラスゴー公演で、イアンが「終わることを悲しまないで、実現したことを喜んでほしい」と語ったことを受けて、これが最後のライヴになるのではないかと噂されていた。『ガーディアン』紙による新たなインタヴューに応じて、当該の公演がザ・ストーン・ローゼズとしての最後だったのかという質問に一言「そうだよ」と応じている。2015年にバンドが立ち上げたツアーのための会社が2017年10月に強制登記抹消の官報を受けたことが明らかになっており、同年12月24日に会社の登記が抹消され、清算されている。ジョンは「ごくわずかな期間だったのに、今でも大きな注目を集めてるわけでね。ステージに戻った時にあれだけの支持を得られた事には驚いてるよ」と、ザ・ストーン・ローゼズとして過ごした時間について次のように語った。ジョンはインタヴューの中で、バンドメイトであるイアン・ブラウンとは二人の関係性やバンドの政策についての話をしない協定を結んでいたことを明かしているほか、11月10日までロンドンのニューポート・ストリート・ギャラリーで開催される自身の展覧会「ディスインフォメーション」の初日にマニを招待したことも明かしている
。

## 影響
同胞のハッピー・マンデーズ、インスパイラル・カーペッツらと共にマンチェスター・ムーヴメントの中心的存在として活躍した。実質的な活動期間は短かったことに加え、発表したオリジナル・アルバムはわずか2枚だったにもかかわらず、オアシスやブラーといったブリットポップ・ムーヴメント期のバンドに計り知れない影響を与えた。特にオアシスのギャラガー兄弟は崇拝ともとれる尊敬の念を抱いている。

## メンバー

### 主要ラインナップ （1987年-1995年）
- イアン・ブラウン Ian George Brown / ヴォーカル （1963年2月20日生まれ）

結成時から解散まで在籍した唯一のメンバー。
ニックネームは「マンチェスターのボス猿」（Manchester King Monkey）。
- ジョン・スクワイア Jonathan Thomas Squire / ギター （1962年11月24日生まれ）

結成時からのメンバー。イアンとは幼少の頃、公園の砂場で出会って以来の幼馴染。
アルバムやシングルのジャケットに描かれたジャクソン・ポロック風のアートワークはジョンによるもの。
1996年4月に「このままではいつまでたっても、カーテンの揺らめきに言いようのない不安を覚えるのと同じだ」と言い残し脱退。
- マニ Gary Michael Mounfield / ベース （1962年11月16日生まれ）

オーディションを経て1987年8月にローゼズに加入し、解散までベースを担当した。
加入以前からイアンやジョンとは知り合いであった。
- レニ Alan John Wren / ドラム、バッキング・ボーカル （1964年4月10日生まれ）

1984年5月に加入。1995年2月、セカンド・カミング・ツアーの前に脱退。
卓越したドラムの技術のみならず、コーラス・ワークでもバンドに貢献した。

### 主要ラインナップ以前
- アンディ・カズンズ  Andy Couzens / リズム・ギター （1983年から1986年5月まで在籍）

脱退後ザ・ハイというバンドを結成、ギターを担当し2枚のアルバムを発表した。
- ピート・ガーナー  Pete Garner / ベース （1983年から1987年8月まで在籍）
- サイモン・ウォルステンクロフト Simon Wolstencroft / ドラム （1983年から1984年途中まで在籍）

初代ドラマー。ザ・スミスの前身バンドを経て加入し、ローゼズ脱退後はザ・フォールに加入。
- ロブ・ハンプソン Rob Hampson / ベース （1987年）

在籍期間は1週間と非常に短かった。マニ曰く「ロブは良いヤツなんだけど、なぜかうまが合わなかったみたいで。」

### 主要ラインナップ以後
- ロビー・マディックス Robbie J. Maddix / ドラム

脱退したレニの後を引き継いだドラマー。リミキサー/プロデューサーでもあり、シングル「ベギング・ユー」収録の「Chic Mix」は彼の仕事。ヴォーカル以外の全楽器がローゼズのメンバーにより演奏し直されている。
- アジズ・イブラヒム Aziz Ibrahim / ギター

脱退したジョンの後を引き継いだギタリスト。隠し味としてアジア風のメロディを奏でる。シンプリー・レッド、エイジア、ポール・ウェラー、ノエル・ギャラガー、電気グルーヴ等との仕事で知られる。
後にイアン・ブラウンのソロキャリアにおけるレコーディングおよびツアーにて不可欠なメンバーとなる。
- ナイジェル・イッピンソン Nigel Ippinson / キーボード

セカンド・カミング・ツアーからローゼズ最後のステージとなった1996年のレディング・フェスティバルまでキーボードを担当。
チャリティアルバム“HELP”に収録された「ラヴ・スプレッズ」再録バージョンで彼の演奏が聴ける。

### その他関係者
- ジョン・レッキー John Leckie

1stアルバムのプロデューサー。2ndアルバムでも一部の曲を担当した。
- クレッサ Cressa

ダンサー兼ギターエフェクターの操作担当。一度見たら忘れられないタコの様な奇妙な動きをステージ上にて行う。1stアルバムの頃にライヴ要員として活躍。

## ディスコグラフィー

### スタジオ・アルバム
- ザ・ストーン・ローゼズ The Stone Roses / 1989年

リリース時の邦題は『石と薔薇』。
- セカンド・カミング Second Coming / 1994年

### コンピレーションアルバム
- ターンズ・イントゥ・ストーン Turns Into Stone /1992年

1992年までのシングルとカップリング集。
- ザ・コンプリート・ストーン・ローゼズ Complete Stone Roses /1995年

初回版のみ未発表のインストゥルメンタル2曲を収録したボーナスCDつきの2枚組。日本盤のみ3"CD。
- クリムゾン・トゥナイト Crimson Tonight /1996年

アイルランド公演の音源を4曲収録したライヴ盤。
- ガレージ・フラワー Garage Flower /1996年

マーティン・ハネットとレコーディングした音源を集めたもの。バンド非公認のアルバムである。
- ストーン・ローゼズ10周年記念盤 The Stone Roses 10th Anniversary Edition /1999年

'89年発売の1stをオリジナルの曲順で構成。2枚目のディスクは画像や動画が見られるエンハンストCD。
- ザ・リミキシーズ The Remixies /2000

著名なDJ、ミキサーがローゼズの曲をリミックス。
- ヴェリー・ベスト・オヴ・ストーン・ローゼズ The Very Best of the Stone Roses /2002年

レーベルの枠を超えた、ヴェリー・ベスト・アルバム。メンバー自ら選曲した。

### シングル
- ソー・ヤング So Young /1985

後にカップリング曲共に『Garage Flower』に収録。ただし「So Young」のイントロはカットされている。
- サリー・シナモン Sally Cinnamon /1987

オリジナルは12"シングルのみ。'90年の再発時、メンバーの関与しない7"リミックス・バージョンが作られCD化。
- エレファント・ストーンElephant Stone /1988

12"はリミックス・バージョン。7"バージョンはUK/日本盤1stアルバム再発版、US盤1stアルバムのボーナストラックになっている。
- メイド・オブ・ストーンMade of Stone /1989

カップリングの内「Guernica」は後の編集盤には収録されていない。
- シー・バングス・ザ・ドラム She Bangs the Drum /1989

イントロを僅かにカットしたシングル・ミックス・バージョン。
- フールズ・ゴールド Fools Gold /1989

初版のみ「What The World Is Waiting For」がタイトルトラック。後に入れ替え。元来は両A面シングルだった。12"はロング・バージョン (Fools Gold 9:53)。ブラック・ジャケットの限定CDは (Top Won Mix) (Bottom Wom Mix) を収録。 日本では 「What The World Is Waiting For」のタイトルで6曲入りミニ・アルバムとしてリリース。「Fools Gold」はUK/日本盤1stアルバム再発版（7"バージョン）、US盤1stアルバム（12"バージョン）のボーナストラックになっている。
この曲のドラム・ビートはギタリストのジョン・スクワイアがジェイムズ・ブラウンの「Funky Drummer」（「In the Jungle Groove」収録）から引用したものをアレンジした上でループさせてある。 ベースラインは Young MC の「Know How」より。 後にヒップホップの大御所、Run-D.M.C.がドラムとベースのパートを "What's It All About" で使用した。
- ワン・ラヴ One Love /1990

カップリングの「Something Burning」共に7"、12"/CDでは別バージョン。「One Love」の7"バージョンは『The Complete Stone Roses』が発売されるまでUS盤/日本盤シングルCDでのみCD化。
- アイ・ウォナ・ビー・アドアード I Wanna Be Adored /1991

Geffen移籍後、Silvertoneがシングルカット。その際、7"エディット・バージョンが作られた。未発表の「Where Angels Play」と「Sally Cinnamon」のマンチェスターの伝説的なクラブ"Hacienda"でのライヴがカップリングされている。日本盤、US盤はそれぞれUK盤とは別のカップリングだった。
- ウォーターフォール Waterfall /1991

カップリングの「One Love」共にメンバーの関与しないリミックス・バージョン。両曲共に7"と12"バージョン。
- アイ・アム・ザ・レザレクション I am the Ressurection /1992

7"、12"、CD合わせて4バージョンのリミックス版が収録されている。
- ラヴ・スプレッズ Love Spreads /1994

Geffen移籍後、初の新曲。CDには1曲、12”には2曲のインストゥルメンタルトラックが収録されている。プロモCDのみエディット・バージョンを収録。フジテレビ系で深夜に放送されていた洋楽番組『BEAT UK』ではUKシングルチャートでNo.1を獲得している。
- フールズ・ゴールド Fools Gold '95(remix) /1995

メンバーの関与しないリミックス・バージョン2つと、7"、12"のオリジナルバージョンを収録。
- テン・ストーリー・ラヴ・ソング Ten Storey Love Song /1995

エンディングの長いシングル・バージョン。2曲のアルバム未収録トラックを収録。
- ベギング・ユー Begging You /1996

12"、CD合わせて5つのリミックスバージョンを収録。オーストラリア盤CDのみエディット・バージョンを収録。ドラムのパートはレニ自身が叩いたドラムパートをループさせた「Driving South」のドラムパートを更に編集、加速したものを使用。Chic Mix と名付けられたリミックス版では全楽器パートがメンバーらにより新たに演奏されている。
- フールズ・ゴールド Fools Gold(remix) /1999

「フールズ・ゴールド」と「アイ・ウォナ・ビー・アドアード」は彼らの代表曲となっている。
「Sally Cinnamon」を除く「Waterfall」までの全シングルCDは'91年に『Compact Singles Collection』としてボックスセット販売された（「So Young」は初CD化、別カヴァーで収録）。
1996年には、Silvertoneからの全シングルCDが再発された。2005年には、DVD付きシングルCD「Sally Cinnamon」が発売された。

### 映像
- Blackpool Live /1991

'89年のライヴを収録したもの。
- The Complete Stone Roses /1995

ヒストリー・ビデオ。ビデオクリップ、テレビ出演、ライヴ映像等が収録されている。後の「THE DVD」未収録の素材も収録されている。限定初版は「Blackpool Live」をカップリング。ただし、日本版はパッケージに記されているのみで収録されておらず、再発分からはクレジットが削除された。
- The Stone Roses the DVD /2004

Blackpool Liveとビデオ・クリップ集、テレビ出演とインタヴュー等のDVD2枚組。

## 来日公演
- THE STONE ROSES JAPAN TOUR

1989年10月23日 クラブチッタ川崎、24日 ゆうぽうと 簡易保険ホール、25日 大阪毎日ホール、27日 日本青年館（追加公演）
- THE SECOND COMING JAPAN TOUR

1995年9月11日 川崎クラブチッタ、12日・13日 日本武道館、17日 IMPホール、18日 名古屋国際会議場センチュリーホール、20日 広島、27日 サッポロファクトリーホール
当初は6月に予定されていたが、ジョン・スクワイアが来日直前に骨折したため、9月に延期となった
- FUJI ROCK FESTIVAL 2012

2012年7月27日 苗場スキー場
- SONICMANIA 2013

2013年8月9日　幕張メッセ
- 2017年4月21日・22日　日本武道館

2016年6月に公演予定だったが、ドラマーのレニが肋骨を骨折し、最低1ヶ月の療養が必要との医師の判断により。